# Rut Ribas i Martí
Rut Ribas i Martí (Sant Sadurní d'Anoia, 1990) és una educadora social i política catalana. Graduada en Educació Social i estudiant de Psicologia. Milita a les Joventuts d'Esquerra Republicana de Catalunya des de l'any 2013. Fou portaveu de la federació regional del Penedès - Anoia d'aquesta organització juvenil i n'ha estat la secretària nacional d'Emancipació i Ciutadania. A les eleccions al Parlament de Catalunya de 2017 fou escollida com a diputada amb la llista d'Esquerra Republicana de Catalunya-Catalunya Sí. El 26 de novembre de 2019 va substituir Adriana Delgado com a secretària quarta del Parlament. El 2020 va decidir acabar la seva trajectòria parlamentària i no presentar-se a les eleccions al Parlament de 2021.
El juliol de 2021 fou nomenada directora general de l'Alumnat del Departament d'Educació del govern de la Generalitat de Catalunya.